# Francesco Capaccini
Francesco Capaccini (né le 14 août 1784 à Rome et mort le 15 juin 1845 à Rome) est un cardinal italien du XIXe siècle. 

## Biographie
Il complète ses études au Collège Romain en se passionnant pour les études astronomiques. En 1811, il est à Milan comme précepteur chez le comte Luigi Porro Lambertenghi. L'astronome Barnaba Oriani appréciait ses compétences scientifiques et, en 1812, le convainquit de s'installer à Naples en tant qu'assistant de Federigo Zuccari à l'Observatoire de Naples et en tant qu'auxiliaire de la chaire d'astronomie à l'Université. En novembre 1815, il retourna à Rome ou le Cardinal Lorenzo Litta le nomma minutant à la Secrétairerie d'État du Cardinal Ercole Consalvi. Au fil des années, il a exercé diverses fonctions au sein de la curie romaine, notamment comme auditeur général de la chambre apostolique. Le pape Grégoire XVI le crée cardinal in pectore lors du consistoire du 22 juillet 1844. Sa création est publiée le  21 avril 1845.